# Neolophonotus haplotherates
Neolophonotus haplotherates là một loài ruồi trong họ Asilidae. Neolophonotus haplotherates được Londt miêu tả năm 1987. Loài này phân bố ở vùng nhiệt đới châu Phi.